# الدستور الغذائي

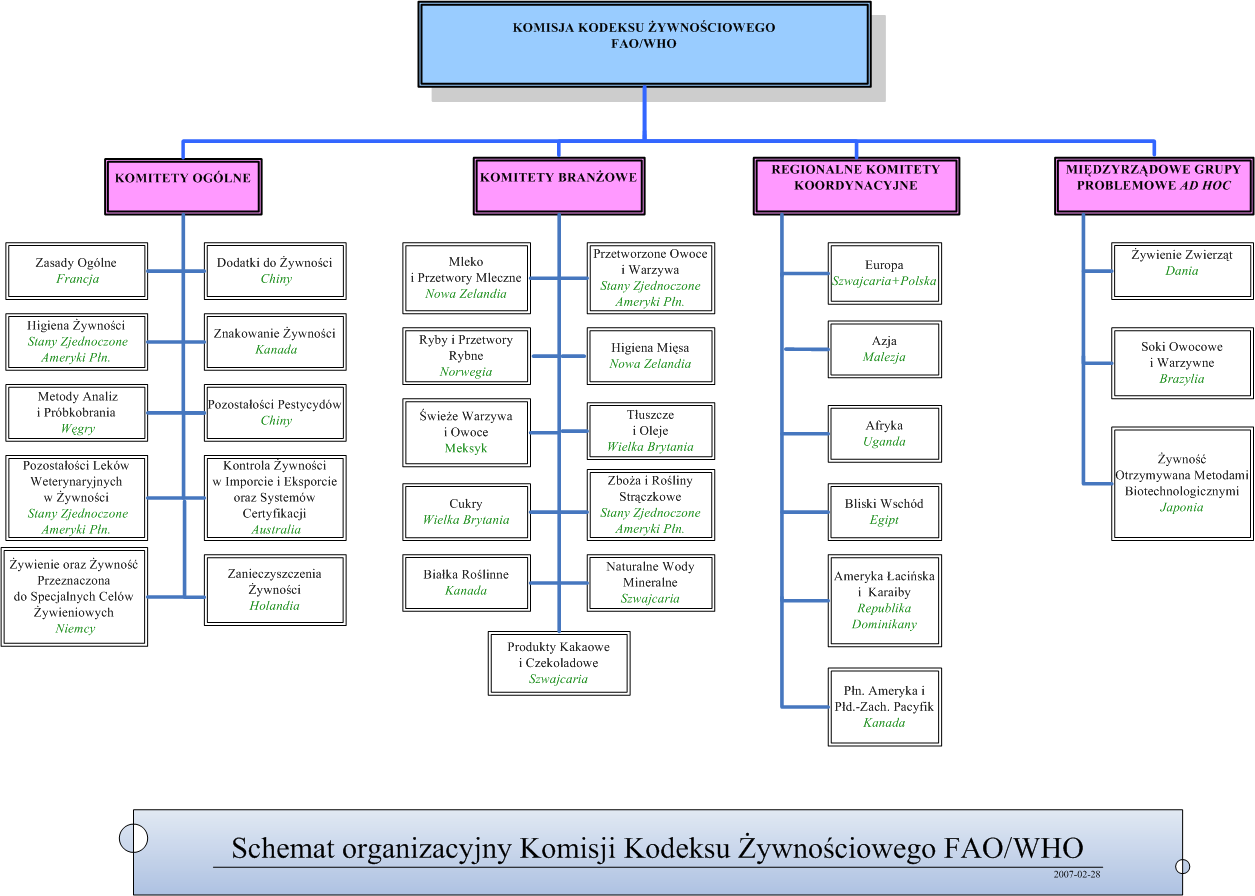

الدستور الغذائي أو مدونة الأغذية هو المرجعية العالمية للمستهلكين ومنتجي الأغذية ومصنعيها، والمرجع لأجهزة رقابة الجودة محلياً ودولياً وعلى صعيد التجارة الدولية أيضاً، وقد بدأ العمل فيه منذ عام 1961م.
وقد ظهر نتيجة عملية تدريجية طويلة، فقد بدأت قوانين الأغذية تظهر منذ منتصف القرن التاسع عشر وتبعها نظام الرقابة على الأغذية، وكان المعتمد على نقاء الغذاء ثم بعد ظهور الغش الكيميائي بوضع المضافات الغذائية لإخفاء اللون أو الطبيعة الحقيقية للغذاء بدأ العمل على ابتكار أدوات لكشف هذه الممارسات، والتفريق بين الأغذية المأمونة وغير المأمونة.
ففي اجتماع مشترك بين منظمة الصحة العالمية ومنظمة الأغذية والزراعة في عام 1950م صدر تقرير جاء فيه:
"يغلب التضارب والتعارض بين اللوائح الغذائية في البلدان المختلفة، وتوجد اختلافات واسعة في التشريعات الخاصة بالأغذية والتسميات والمواصفات المقبولة، وتوجد تشريعات جديدة لا تستند إلى أدلة علمية ولا تراعي المبادئ التغذوية"
وفي عام 1955 أصدرت هذه اللجنة المشتركة ما يلي:
"إن تزايد استخدام المواد المضافة إلى الأغذية، وأحياناً دون رقابة، بات موضع قلق لعامة الجمهور وللإدارات"
وهنا جاء دور الدستور الغذائي الدولي الذي هو عبارة عن مجموعة من المواصفات الغذائية الدولية الموحدة التي أقرتها هيئة الدستور الغذائي. ويغطي هذا الدستور جميع الأغذية الرئيسية، مصنّعة كانت أو شبه مصنّعة أو طازجة. وعلاوة على ذلك، يشمل الدستور الغذائي المواد التي تستخدم في تصنيع المنتجات الغذائية لتحقيق الأهداف الرئيسية المتوخاة، أي حماية صحة المستهلكين وتيسير الممارسات النزيهة في تجارة الأغذية. وتتعلق نصوص الدستور بنوعية الأغذية من ناحية النظافة العامة والناحية التغذوية، بما في ذلك المعايير الميكروبيولوجية، المضافات الغذائية، ومخلفات العقاقير البيطرية، ومبيدات الآفات، والملوثات، ووضع البيانات على العبوات وعرضها، وطرق أخذ العينات، وتحليل المخاطر. كما تشكل المواصفات المختلفة ومدونات الممارسات الاستشارية والخطوط التوجيهية، وغير ذلك من التدابير الموصى بها، جزءا مهما من مدونة الأغذية العامة. ويمكن القول، دون مبالغة، ان الدستور الغذائي هو أهم مرجعية دولية في المسائل المتعلقة بجودة الأغذية. وعلاوة على ذلك، فان وضع هذا الدستور أسفر عن إجراء بحوث علمية ذات صلة بالأغذية، وعن تعميق وعي المجتمع العالمي بالقضايا الحيوية موضع الاهتمام، ألا وهي جودة الأغذية وسلامتها والصحة العامة.

[بحاجة لمصدر]

## موقع هيئة الدستور الغذائي
- الموقع الرسمي لهيئة الدستور الغذائي  (www.codexalimentarius.org)